# Simbolo chimico

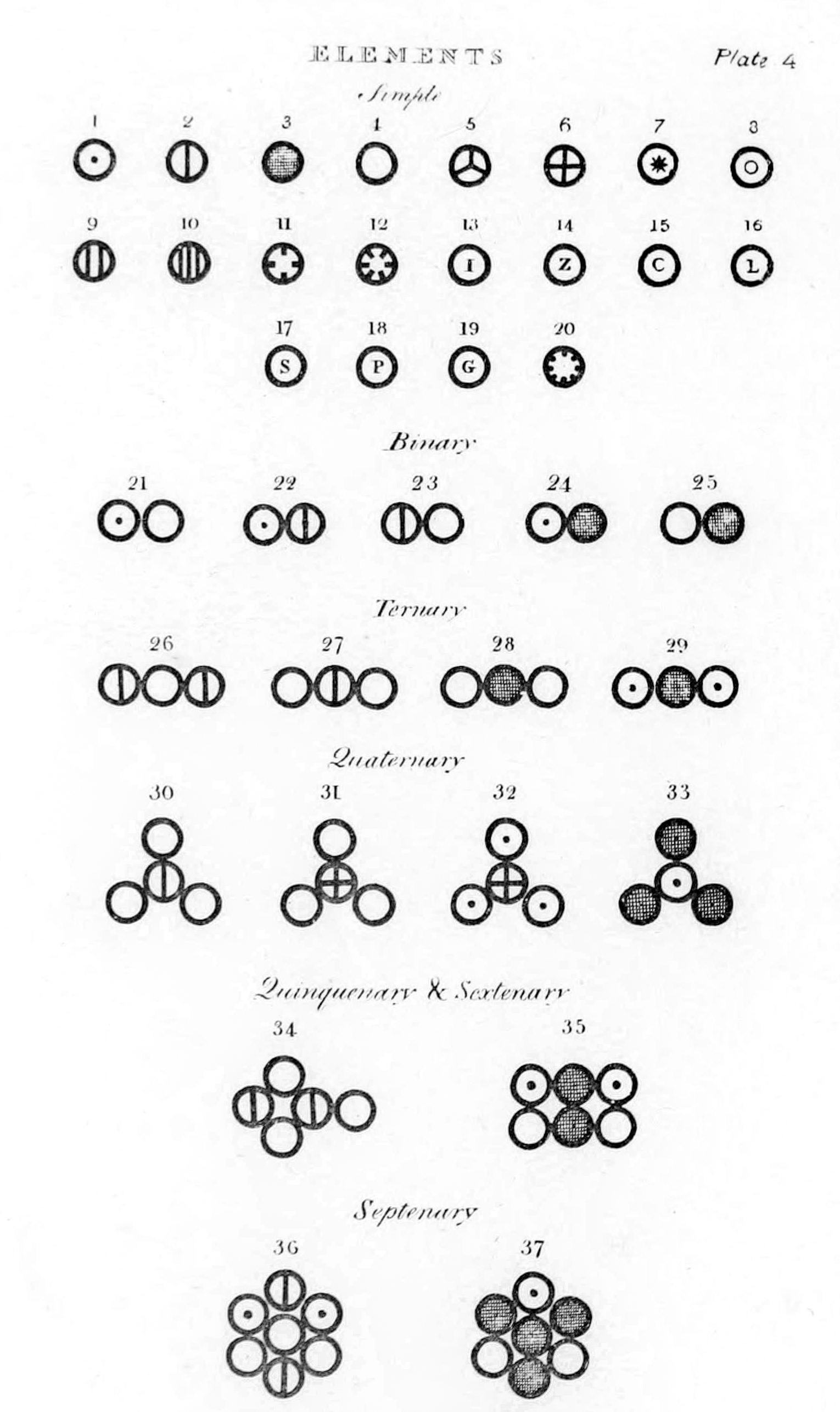
Simboli utilizzati da John Dalton per rappresentare gli elementi chimici ("A New System of Chemical Philosophy", 1808).

Un simbolo chimico è un'abbreviazione o una rappresentazione accorciata del nome di un elemento chimico. Tutti gli elementi hanno un simbolo chimico di una (ad esempio C per il carbonio) o due (Li per il litio) lettere; alcuni degli elementi creati artificialmente possiedono un simbolo provvisorio di tre lettere (Uup per l'ununpentio).

## Caratteristiche
Siccome i simboli chimici sono spesso derivati dal nome latino o greco, è possibile che non siano riconducibili facilmente al nome italiano. Ad esempio, il simbolo chimico del sodio è Na (in latino natrium), mentre quello del potassio è K (in latino kalium).
I simboli chimici sono elencati nella tavola periodica e si utilizzano nelle equazioni chimiche per abbreviarne la scrittura.
Ad esempio:
2 H2 + O2 → 2 H2O
Mediante il simbolo chimico è possibile indicare anche l'isotopo dell'elemento, nonché altri attributi, quali lo stato di ossidazione o di ionizzazione dello stesso. Si indicano in questo modo:
AZXEN
Dove “A” è il numero di massa o numero di nucleoni, “Z” è il numero atomico o numero di protoni. “E” indica la carica elettrica dello ione, mentre “N” è un indice che definisce il numero di atomi per una molecola. Infine, X è il simbolo chimico dell'elemento. Per fare un esempio 42He+ identifica l'elemento elio e ci dice che questo ione è caricato positivamente, e si tratta dell'isotopo 4. È dunque formato da 2 protoni, 2 neutroni e 1 elettrone.